# Ina Fichman
Ina Fichman ist eine kanadische Filmproduzentin.

## Leben
Fichman begann ihre Karriere im Filmgeschäft mit der Produktion des Kurzfilms Moïse. Sie gründete die Produktionsfirma Intuitive Pictures in Montreal. Bereits im Jahr 2003 gewann sie den kanadischen Filmpreis Gemini Award für die Doku Undying Love. Zwei Jahre später wurde sie erneut für den Filmpreis für ihre Arbeit an My Brand New Life nominiert. Im Jahr 2018 wurde sie beim Hot Docs Canadian International Documentary Festival mit dem Don Haig Award ausgezeichnet. Ein Jahr später wurde sie für den News & Documentary Emmy Award für Die Oslo-Tagebücher nominiert. Besonderen Erfolg hatte der 2022 produzierte Dokumentarfilm Fire of Love, für den sie eine Nominierung bei den Oscars 2023 erhielt.

## Filmografie (Auswahl)
- 1990: Moïse (Kurzfilm)
- 1994: Longshots
- 1994: The Last trip
- 2002: Undying Love
- 2004: Being Dorothy
- 2004: My Brand New Life (Produzent und Regie)
- 2007: La quête
- 2007: Black Coffee (Fernsehfilm)
- 2007: That’s Poker (Fernsehfilm)
- 2007: Six Days
- 2007: Family Motel
- 2008: Active-toi (Fernsehserie)
- 2008: S&M: Short and Male
- 2009: Malls R us
- 2010: Gegen den Strom
- 2010: Mabul
- 2012: Eine Familie im Krieg
- 2014: 100% T-Shirt
- 2014: The Wanted 18
- 2015: Hannah Arendt – Die Pflicht zum Ungehorsam
- 2016: Death by hanging – Der Kriegsverbrecherprozess von Tokio
- 2018: Die Oslo-Tagebücher
- 2018: Gift
- 2018: Laila at the Bridge
- 2018: Inside Lehman Brothers
- 2021: The Gig Is Up
- 2021: Arbeit auf Abruf: Digitale Tagelöhner (Fernsehfilm)
- 2021: Blue Box
- 2021: Gabor
- 2022: Fire of Love
- 2022: Gefangen in Putins Russland

## Auszeichnungen (Auswahl)
- 2003: Gemini Award in der Kategorie Bestes historisches Dokumentarprogramm für Undying Love
- 2005: Gemini-Award-Nominierung in der Kategorie Bester Kinderdokumentarfilm für My Brand New Life
- 2018: Dalia Sigan Award in der Kategorie Bestes Drehbuch für Die Oslo-Tagebücher
- 2018: Don Haig Award als Beste Produzentin
- 2019: News & Documentary Emmy Award-Nominierung in der Kategorie Herausragende historischer Dokumentarfilm für Die Oslo-Tagebücher
- 2023: BAFTA-Nominierung in der Kategorie Bester Dokumentarfilm für Fire of Love
- 2023: Oscar-Nominierung in der Kategorie Bester Dokumentarfilm für Fire of Love